# هاتسوکاایچی، هیروشیما
هاتسوکاایچی در استان هیروشیما در کشور ژاپن  واقع شده است  که دارای جمعیت ۱۱۵٬۱۸۴ نفر و مساحت ۴۸۹٫۳۶ کیلومتر مربع با تراکم جمعیت 235  نفر در کیلومترمربع است و در تاریخ ۱ آوریل ۱۹۸۸ به عنوان شهر شناخته شد.